# Дворац породице Киш
Дворац породице Киш настао је на породичном имању у Елемиру. Изграђен је крајем XVIII века, између 1795. и 1796. године. Дворац су подигли јерменски трговац Исак Киш и његов син Агоштон Киш. Дворац породице Киш заузимао је централно место у Елемиру. Данас иако дворца више нема, на том месту се налази насеље Каштел.

## Историја и изглед дворца
Дворац племићке породице Киш саграђен је неколико година након што је 1781. Исак Киш купио 16.000 јутара земље у југозападном делу елемирског атара. За податке о настанку овог порушеног дворца, драгоцено је сведочанство Бориса Павлова у књизи “Властелинство Елемир”: „Каштел је био заиста импресиван. Централна стаза предивног парка водила је право до главног улаза у дворац. Велика свечана сала, портрети породице Киш, каљеве пећи, кинеске вазе, гарнитуре стилског намештаја, кристални лустери, столови за билијар, веома богата библиотека, концертни клавир, дечје собе, спаваће собе, собе за послугу, велика кухиња и трпезарија, ловачка соба са оружјем и препарираним животињама, учионице, гостињске собе, црква и породична крипта. Свуда је владао савршен ред, чистоћа и дисциплина.“ Дворац је генерацијама остао у власништву породице Киш, али се презиме изгубило јер није било мушких наследника. Ћерке Ернеа Киша, Аугуста Бобор и Розалија Данијел успешно су чувале дворац, који је био средиште разних културних и политичких дешавања у делу земље који се тада звао Торонталска жупанија. Дворац је био седиште културних манифестација, у њему су се одржавале позоришне представе, ликовне колоније, књижевне вечери, разни балови, хуманитарне манифестације, па и концерти класичне музике, такмичења у јахању, тенису, лову, клизању и мачевању. Све до смрти Кишових наследница имање се успешно развијало, а Елемир је постао једно од најзначајнијих места у овом делу Аустро-угарске монархије. Нажалост услед великих дугова, дворац је срушен 1936. године. Не зна се тачна локација дворца, али се претпоставља да је недалеко од породичне цркве Св. Аугустин (Св. Агоштон) која и данас постоји у Елемиру.